# Pedro Dufau

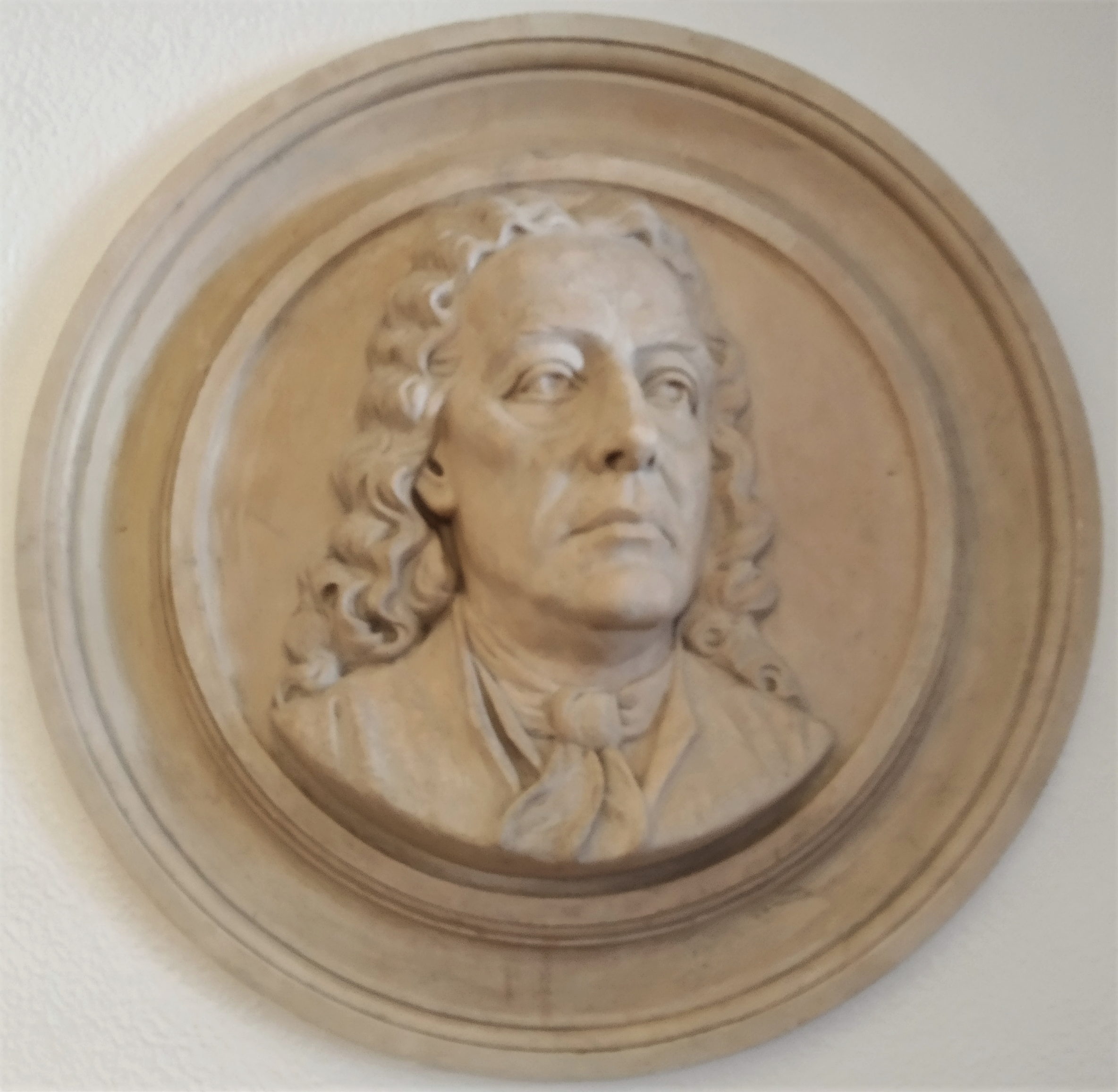
Medalhão com a efígie de Pedro Dufau, 1906, da autoria de Moreira Rato (Hospital de Santa Maria, Lisboa)

Pedro Dufau (em francês:  Pierre Dufau; 1717—1806) foi um cirurgião de origem francesa que exerceu em Lisboa.
Dufau foi durante dezasseis anos cirurgião militar na Hungria e depois em Viena, onde travou conhecimento com Sebastião José de Carvalho e Melo, futuro Marquês de Pombal, quando este ali desempenhava o cargo de encarregado de negócios. A convite de Carvalho e Melo, Dufau foi convidado a ocupar o lugar de lente de Anatomia no Hospital Real de Todos-os-Santos em Lisboa em 1750; o cargo encontrava-se vago desde 1747, ano em que Bernardo Santucci o abandonou, desgostoso com a reacção de rejeição ao ensino da anatomia no cadáver humano.
Foi jubilado por decreto de 25 de Junho de 1764, com o ordenado por inteiro, sucedendo-lhe no lugar o discípulo, Manuel Constâncio. Em 1765, Carvalho e Melo, agora Conde de Oeiras, nomeia-o cirurgião do Real Colégio dos Nobres. Em 1769 retira-se para França, só regressando de novo a Portugal em 1774, onde permanece até 1780. Instala-se definitivamente em França nesse ano, onde virá a morrer em 1806.
Deixou alguma obra publicada, especialmente vocacionada para as áreas da osteologia e da sarcologia, como Tratado de Osteologia (1750), e Exposição de Anatomia (1764).